# نورتامبرین واتر
نورتامبرین واتر (انگلیسی: Northumbrian Water) شرکت آب بریتانیایی است، که در سال ۱۹۸۹ تأسیس شد.